# Adler Mór
Adler Mór (Óbuda, 1826. május 24. – Budapest, 1902. október 12.) magyar festő.

## Élete és munkássága
Zsidó származású létére a magyar úttörő festők egyike volt. 1848-ban telepedett le Pesten, ahol 76 éves korában mint a magyar festők nesztora halt meg. A pesti Műegyletnek 1851-ben rendezett kiállításán szerepelt először Tonett-csendélet című képével, ezután 58 éven át állította ki képeit. Főleg arcképeket és csendéleteket festett pontos, aprólékos kivitelben. Pesten korán feltűnt Ignaz G. Weissenberg rajziskolájában, ahonnan a bécsi akadémiára ment. Itt Eduard Ender és Leopold Kupelwieser a történelmi és vallásos festészet akkori híres művelői voltak a tanárai (1842–1845). Bécsben Jacobovics közkórházi orvos számára készített patológiai tárgyú rajzokkal tartotta fenn magát. A császárvárosból a nagy stílus mesterei, Reinhard Sebastian Zimmermann és Schnorr von Carolsfeld Münchenbe vonzották (1845), majd 1846–1848 között a párizsi akadémián Horace Vernet és Paul-Charles Delaroche mellett, azután pedig Michel Martin Drolling magániskolájában tanult. Hosszú pesti tartózkodását csak néha szakította meg német, olasz és franciaországi tanulmányútjaival. Az 1896-os millenniumi kiállításon arcképeinek és csendéleteinek még egy kisebb gyűjteményével, halála előtt utoljára pedig édesanyjának nagy szeretettel festett arcképével az 1900–1901-es téli tárlaton vett részt. Eötvös József báró egyik arcképe (1872) és egy csendélete a Magyar Nemzeti Galériában van, számos magántulajdonban levő arcképén kívül egy önarcképe az Ernst Múzeumban, 1913-ban rendezett magyar Biedermeier-kiállításon volt látható.

## Galéria

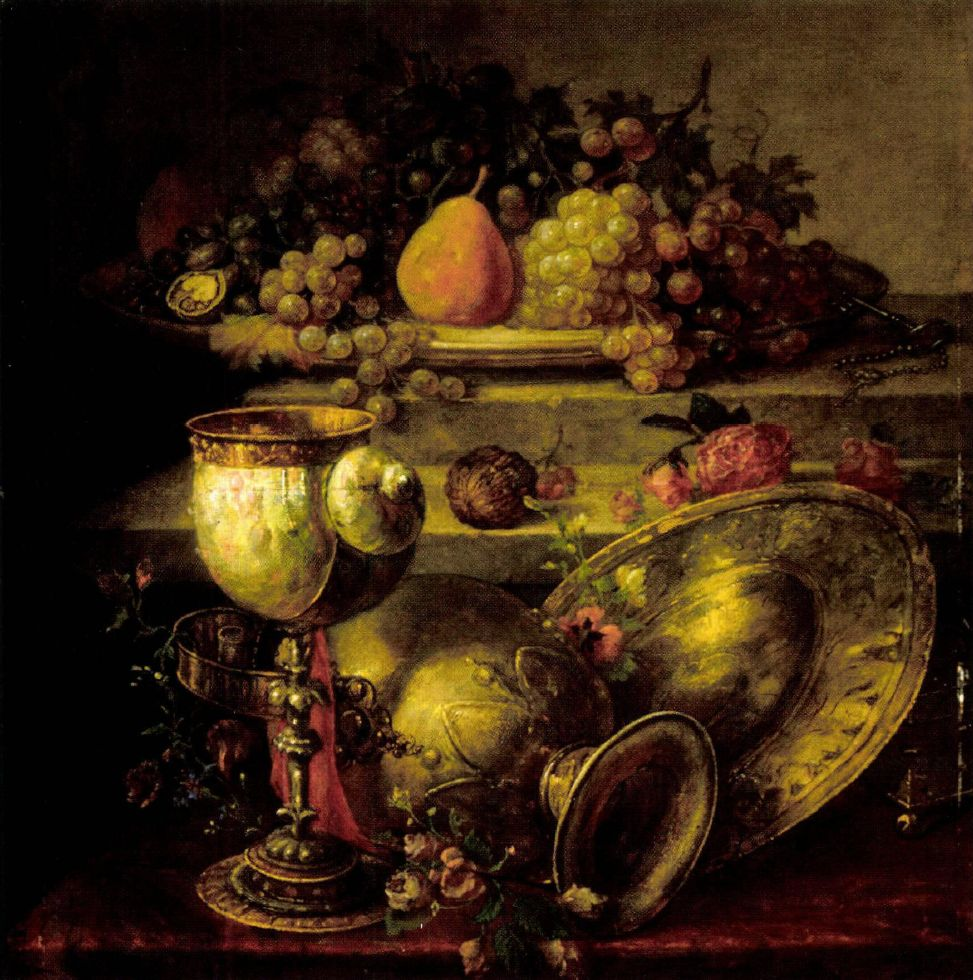
Csendélet, 1850 k. Magyar Nemzeti Galéria
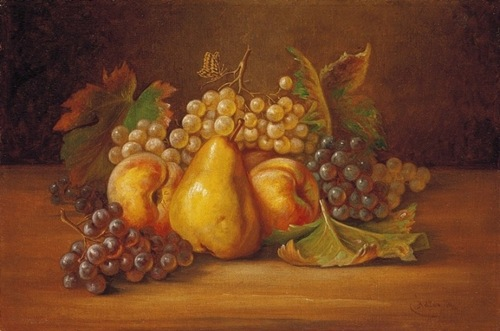
Őszi csendélet
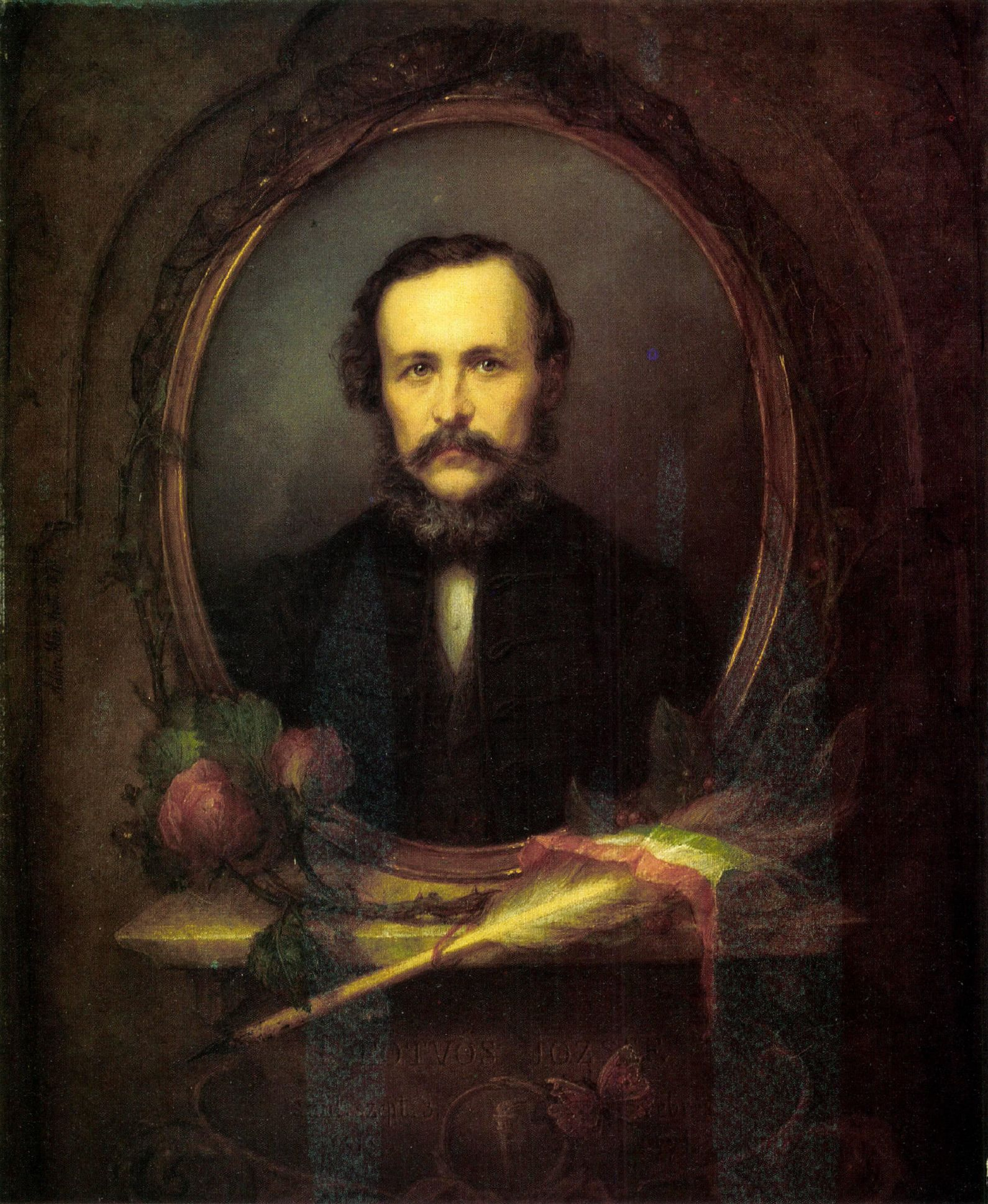
Eötvös József portréja, 1872, Nemzeti Galéria
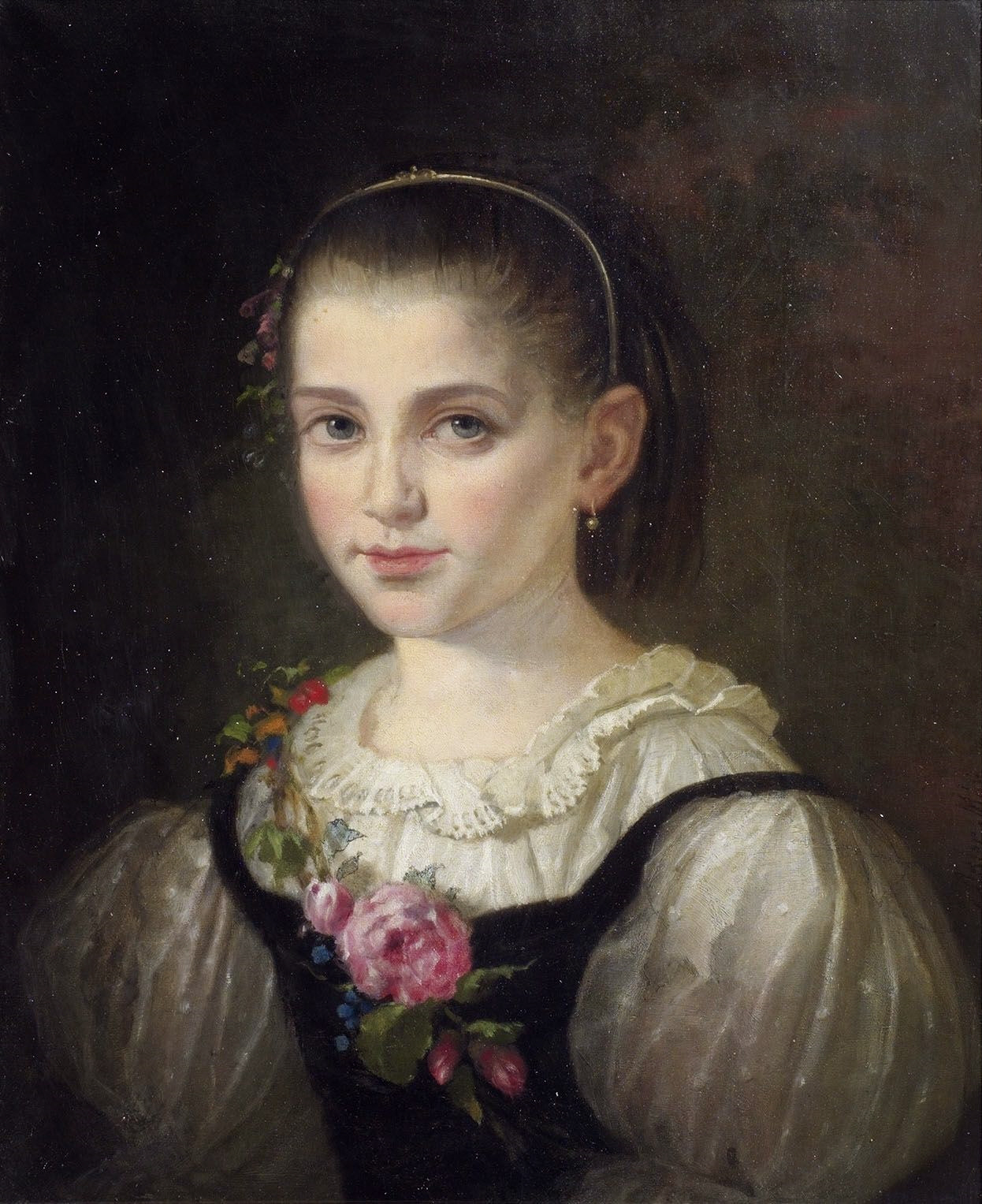
Leánykaportré